# ジャッパニーズ
「ジャッパニーズ」はA.F.R.Oの初の配信限定シングル。トイズファクトリーから2009年7月29日に配信された。｢涙雨｣と同時配信となる。

## 曲の詳細
1. ジャッパニーズ [4:11]
  - 作詞・作曲 : A.F.R.O